# Восточный (Тюкалинский район)
Восточный — посёлок в Тюкалинском районе Омской области. Входит в состав Белоглазовского сельского поселения.

## История
В 1964 г. Указом Президиума ВС РСФСР поселок фермы № 3 Кошкульского совхоза переименован в Восточный.

## Население
| 2010 |
| ---- |
| 146  |

## География
Находится на берегу озера Долгое

## Транспорт
Тупиковая дорога местного значения от Белоглазова, центра сельсовета.

## Инфраструктура
Действовала ферма Кошкульского совхоза.